# DTD Encoded Archival Context
L'Encoded Archival Context - Corporate Bodies, Persons and Families communément désignée sous le sigle EAC-CPF est une définition de type de document (DTD) consacrée aux personnes, morales ou physiques, dont émanent les archives et rédigée en XML.

## Description
L’EAC-CPF est distincte de l'EAD et permet la description des collectivités, des personnes et des familles de manière autonome. Les collectivités, personnes et familles peuvent être des éléments majeurs dans le cycle de vie d'un document d'archive, mais surtout dans leur utilisation, les multiples relations que peuvent entretenir peuvent être gérées grâce à l'EAC-CPF qui les met en relation avec les descriptions archivistiques en EAD. Elle fixe aussi un cadre pour le partage et la réutilisation de ces informations,,,,,.